# Kusti
 Der er for få eller ingen kildehenvisninger i denne artikel, hvilket er et problem. Du kan hjælpe ved at angive troværdige kilder til de påstande, som fremføres i artiklen.

Kusti er en by i det centrale Sudan, med et indbyggertal på cirka 173.000.[kilde mangler] Byen ligger på breden til Den Hvide Nil.
13°10′N 32°40′Ø / 13.167°N 32.667°Ø